# قضاء كسروان
كسروان هي إحدى أقضية محافظة جبل لبنان الستة. تقع في غرب وسط لبنان وتمتد من مجرى نهر إبراهيم في الشمال وحتى مجرى نهر الكلب في الجنوب، ومن شاطئ البحر الأبيض المتوسط في الغرب حتى قمم جبل صنين على ارتفاع 2600 متر و 2800 في كفردبيان. تبلغ مساحتها 342 كيلومترا مربعا.
يحده من الشمال قضاء جبيل ومن الشرق قضاء بعلبك ومن الجنوب قضاء المتن. ومركز كسروان مدينة جونيه. ووفقًا لبيانات سجلات الناخبين المسجلين، فإن نسبة السكان المسيحيين هي أعلى نسبة مئوية في البلاد، مع 97.9% من الناخبين هم من المسيحيين ومعظمهم من الموارنة.

## أعلام
- إيلي حبيقة
- حسين ماضي
- جورج قرداحي